# Арслан Ябгу
Арслан Исраил, также известный как Арслан Ябгу,(родился в 941 году),(умер в 1032 г.), был тюркским вождем, выходцем из племени Кынык, которое позже основало империю Сельджуков. Его имя Арслан означает «лев». Арслан был сыном военачальника Сельджук-бека и дядей основателей сельджукской империи Чагры и Тугрула.

## Биография
Племя Кынык было одним из огузских тюркских племен. Они возникли в районе к северу от Сейхуна (река Сырдарья). По мнению некоторых историков, они могли быть бывшими вассалами Хазар. Они поселились вокруг города Дженд, находившегося недалеко от территории Караханидов, контролировавших большую часть Мавераннахра. Однако они были непокорными соседями. 
Во время Караханидско-Саманидских войн (992 г.) они поддерживали Саманидов вместо Караханидов. (Саманиды были персидским государством к югу от Амударьи.) Сельджук, вождь племени, был стар, а Арслан, один из его сыновей, отличился в битвах с Караханидами. Сельджук умер в 1009 году, и Арслан стал вождем племени. Брат Арслана, Микаил был отцом Тугрула и Чагры, основателей Империи Сельджуков. Караханиды несколько раз терпели поражение от войск Арслана. Арслан также поддерживал Али Тигина во время Караханидской гражданской войны. 
Наконец, в 1025 году караханидский султан Юсуф Кадыр-хан встретился с Махмудом Газни, чтобы сформировать коалицию против Стойбища Кынык. Угроза была слишком велика для племени, и Арслан переселился со своим племенем в пустыню. Однако Арслан и его сын Кутулмыш попали в плен к Махмуду. Есть две альтернативные истории его капитуляции. По словам Жан-Поля Ру, он попал в плен в бою. Но согласно Исламской энциклопедии, Махмуд арестовал Арслана по заговору. Он пригласил Арслана на мирные переговоры. Во время ужина после переговоров Арслан и его сын Кутулмыш были арестованы, а сопровождавшие их солдаты убиты. Махмуд отправил Арслана и Кутулмыша в форт Калинджар (который сейчас находится в Индии).

### Последнии Годы
Арслан провел остаток своей жизни в тюрьме. После смерти Махмуда, Тугрул и Масуд I из Газни, преемник Махмуда, попытались прийти к соглашению. Но переговоры не увенчались успехом, и Арслан умер в тюрьме в 1032 году.

### Последствия
Тугрул и Чагры, основали империю сельджуков. В боях участвовал и сбежавший из тюрьмы Кутулмыш. Но в последующие годы он безуспешно боролся за престол. Внук Арслана Сулейман основал в Анатолии, Конийский Султанат.